# Haitis Billie Jean King Cup-lag
Haitis Billie Jean King Cup-lag representerar Haiti i tennisturneringen Billie Jean King Cup, och kontrolleras av Haitis tennisförbund.

## Historik
Haiti deltog första gången 1998. Bästa resultat är sjundeplatsen i Grupp II under lagets debutår.